# Adrastea (Mísia)
L'Adrastea (en grec antic: Ἀδράστεια) era un districte, una ciutat i una planúria de Mísia, regats pel riu Grànic, a prop de la seva desembocadura.
Estrabó parla d'un oracle molt famós situat proper a la ciutat, on es consultava a Apol·lo i a Àrtemis. En temps del geògraf, s'havia destruït el temple, i les pedres havien estat traslladades a la ciutat de Pàrion on l'escultor i arquitecte Hermocreont les va utilitzar per construir un altar colossal.
Segons Plini el Vell, la ciutat estava situada entre Priapos i Pàrion, i era una colònia d'aquesta última ciutat. El seu nom figura al Catàleg dels troians de la Ilíada, on Homer diu que Adrast i el seu germà Àmfios, fills de l'endeví Mèrops, van portar un contingent de guerrers en ajuda del rei Príam.